# Raymond Destin
Raymond Destin est un entraîneur français de football, né le 14 février 1946 au Vauclin en Martinique et mort le 1er juin 2025 au Lamentin,. Il est le premier sélectionneur martiniquais à amener la sélection martiniquaise à la Gold Cup (la plus importante compétition nord-américaine).

## Carrière
En 1993, il entraîne l'équipe nationale de Martinique. Premier entraîneur avec lequel l'équipe remporte la Coupe des Caraïbes. En 2002, il entraîne le RC Rivière-Pilote.

## Palmarès
Avec la  Martinique
- Vainqueur de la Coupe caribéenne des nations 1993
- Participation à la Gold Cup 1993 (1er tour)

Avec Rivière-Pilote
- Finaliste de la Coupe de Martinique en 2002